# 眼淚的回答
《眼淚的回答》（日语：涙の答え）是關西傑尼斯8的第24張單曲，於2013年6月12日發行。

## 概要
- 關西傑尼斯8在2013年發行的第二張單曲。
- 《眼淚的回答》為成員大倉忠義演出電影《一百次的哭泣》主題曲[1]。

## 收錄曲目

### 初回限定盤A
1. 眼淚的回答（涙の答え）
作詞：Saori（SEKAI NO OWARI），作曲：Nakajin（SEKAI NO OWARI），編曲：野間康介
2. 作詞：TAKESHI、作曲：，編曲：久米康隆

特典DVD
- 《眼淚的回答》PV（故事版）

### 初回限定盤B
1. 眼淚的回答
2. 絆奏
作詞：，作曲：南田健吾，編曲：Sean Gold

特典DVD
- 《眼淚的回答》PV（演歌版）+MAKING映像

### 普通盤
1. 眼淚的回答
2. 絆奏
3. ∞th ANNIVERSARY Single's Remix [Special Track]

## 外部連結
- 唱片公司介紹頁面 （页面存档备份，存于）（日語）